# Carex jiuxianshanensis
Espèce
Classification phylogénétique
Carex jiuxianshanensis est une espèce des plantes du genre Carex et de la famille des Cyperaceae.